# Tuvalu
Tuvalu (pronúncia em português: [tuvaˈlu]; pronúncia em inglês: [tuːˈvɑːluː, ˈtuːvəluː]) é um Estado da Polinésia formado por um grupo de nove ilhas e atóis, antigamente chamado Ilhas Ellice. Tem fronteiras marítimas com o Quiribáti, a norte e a nordeste; com o território neozelandês de Toquelau, a leste; com Samoa, a sudeste; com o território francês de Wallis e Futuna a sul; e com Fiji, também a sul. Fica estrategicamente localizado no sul da Oceania. A oeste o vizinho mais próximo são as Ilhas Salomão, mas a distância entre os dois grupos de ilhas é considerável (cerca de 900 quilômetros).
O atol de Funafuti, principal centro do arquipélago, é formado por mais de 30 ilhas. 92% da população é tuvaluana, já 8% é formada por outros grupos polinésios, principalmente os que vêm de Quiribáti.
Tuvalu divide-se administrativamente em nove ilhas.
O nome "Tuvalu" significa "grupo de oito", na língua tuvaluana, e simboliza suas oito ilhas que originalmente eram habitadas.

## História
Os primeiros habitantes chegam provavelmente no século XIV, provenientes de Samoa. Os atóis de coral que compõem Tuvalu eram inicialmente uma colônia espanhola, denominada Ilhas de Laguna. Com o nome de Ilhas Ellice, tornam-se protetorado britânico em 1892. A possessão é unida a outro arquipélago, em 1915, ao formar a Colônia das Ilhas Gilbert e Ellice (atual Quiribáti). Em 1978 tornam-se independentes, com o nome de Tuvalu. A nação adota uma nova bandeira em 1995 e elimina dela o símbolo da Comunidade Britânica. A medida provoca insatisfação popular contra o primeiro-ministro Kamuta Latasi. Em 1996, um voto de desconfiança no Parlamento derruba Latasi, e Bikenibeu Paeniu é eleito para o cargo, restaurando a bandeira anterior. Paeniu renuncia em 1999 e é substituído por Ionatana Ionatana. Ionatana morre em dezembro de 2000.
Em 2003, o primeiro-ministro Saufatu Sopoanga é acusado pela oposição de protelar a convocação do Parlamento, a fim de evitar uma votação de uma moção de desconfiança contra seu governo, suspeito de má utilização do dinheiro público. No ano seguinte, é aprovada a moção de desconfiança que põe fim no governo de Soaponga. O chefe de governo passa a ser Maatia Toafa. Em 2005, Filoimeia Telito assume o cargo de governador-geral. Após as eleições gerais de 2006, Apisai Ielemia é escolhido novo primeiro-ministro.
Em setembro de 2007, Tavau Teii, o vice-primeiro-ministro, declara que os grandes poluidores mundiais devem indenizar Tuvalu, em virtude dos impactos das mudanças climáticas no arquipélago. Teii sugere, em encontro da ONU sobre o aquecimento global, que o auxílio a países vulneráveis da região venha de impostos sobre viagens aéreas e fretes de cargas marítimas.

### A Segunda Guerra Mundial em Tuvalu
A Segunda Guerra Mundial atingiu o Oceano Pacífico em dezembro de 1941, quando os japoneses atacaram a base militar de Pearl Harbor no Havaí. Com potente armamento militar, o objetivo do Império Japonês era conquistar todo o sudeste asiático e invadiram também as Ilhas Salomão. Quiribáti também foi conquistado pelos japoneses, que não encontraram resistência no local. Todos os movimentos dos japoneses eram observados pelos coastwatchers, ou observadores costeiros, que enviavam relatórios aos americanos permitindo aos mesmos a confecção de estratégias militares.
De Quiribáti, os japoneses partiram para o sul em Tuvalu, mas as perdas na Batalha de Midway atrasaram os seus planos, o que permitiu aos americanos de tomarem a ilha pelo norte, uma ação tão bem guardada que os japoneses só foram saber da ocupação em março de 1943, quase 5 meses depois do início das ocupações. Num período de quase seis meses (27 de março a 17 de novembro de 1943) os japoneses atacaram o arquipélago nove vezes, sendo que na primeira mataram um civil e seis americanos, não causando assim danos consideráveis.
Alguns americanos não morreram em batalhas mas por infortúnios, como testes com aviões e por uma tempestade que fez desaparecer um esquadrão inteiro com quatro aviões em janeiro de 1944.
Em meados de 1944 a guerra mudou de localização mais para o norte e os soldados começaram a desocupar a ilha, que chegou a hospedar 6 mil militares, que partiram levando todos os equipamentos que trouxeram consigo.
Após a desocupação da ilha a população sofreu com a falta de produtos básicos, como tabaco, querosene, pano e farinha devido a dificuldade no acesso às ilhas.
A Segunda Guerra Mundial foi um breve e dramático episódio na história de Tuvalu, impactando diretamente no cotidiano das pessoas. Pôs fim ao regime colonial e foi fundamental para que fosse declarada a independência de Tuvalu.

### Ameaça de desaparecimento
Como ilhas baixas sem uma plataforma rasa ao redor, Tuvalu é especialmente suscetível a mudanças no nível do mar e tempestades não dissipáveis. No seu ponto mais alto, o país está apenas 4,6 metros acima do nível do mar. Os líderes tuvaluanos se preocupam com os efeitos do aumento do nível do mar. Estima-se que um aumento de 20–40 centímetros nos próximos 100 anos pode tornar Tuvalu inabitável. Um estudo publicado em 2018 estimou a mudança na área terrestre dos nove atóis de Tuvalu e 101 ilhas de recife entre 1971 e 2014, indicando que 75% das ilhas cresceram em área, com um aumento geral de mais de 2%. Enele Sopoaga, o Primeiro-Ministro na altura, respondeu à investigação afirmando que Tuvalu não estava a expandir-se e não ganhou nenhuma terra habitável adicional. Sopoaga disse também que a evacuação das ilhas seria um último recurso.
A existência de mudanças mensuráveis no nível do mar em relação às ilhas de Tuvalu é uma questão controversa. Houve problemas associados aos registros do nível do mar de Funafuti anteriores a 1993, o que resultou em melhorias na tecnologia de registro para fornecer dados mais confiáveis para análise. O grau de incerteza quanto às estimativas da mudança do nível do mar em relação às ilhas de Tuvalu foi refletido nas conclusões feitas em 2002 a partir dos dados disponíveis. A incerteza quanto à precisão dos dados deste marégrafo resultou na instalação de um moderno medidor acústico Aquatrak em 1993 pelo Australian National Tidal Facility (NTF) como parte do Projeto de Monitoramento do Nível do Mar e do Clima do Pacífico Sul patrocinado pela AusAID. O relatório de 2011 do Programa de Ciência das Alterações Climáticas do Pacífico, publicado pelo Governo australiano, concluiu: "A subida do nível do mar perto de Tuvalu, medida por altímetros de satélite desde 1993, é de cerca de 5 mm por ano".
Tuvalu adotou um plano de ação nacional, uma vez que as transformações observáveis entre os últimos dez a quinze anos mostraram que houve mudanças nos níveis do mar. Estas incluem a água do mar borbulhando através da rocha coralina porosa para formar poças na maré alta e a inundação de áreas baixas, incluindo o aeroporto, durante as marés vivas e as marés altas.
Em novembro de 2022, Simon Kofe, Ministro da Justiça, Comunicação e Relações Exteriores, anunciou planos de tornar Tuvalu no primeiro país do mundo a construir uma réplica autodigital no metaverso, a fim de preservar sua herança cultural.

## Geografia

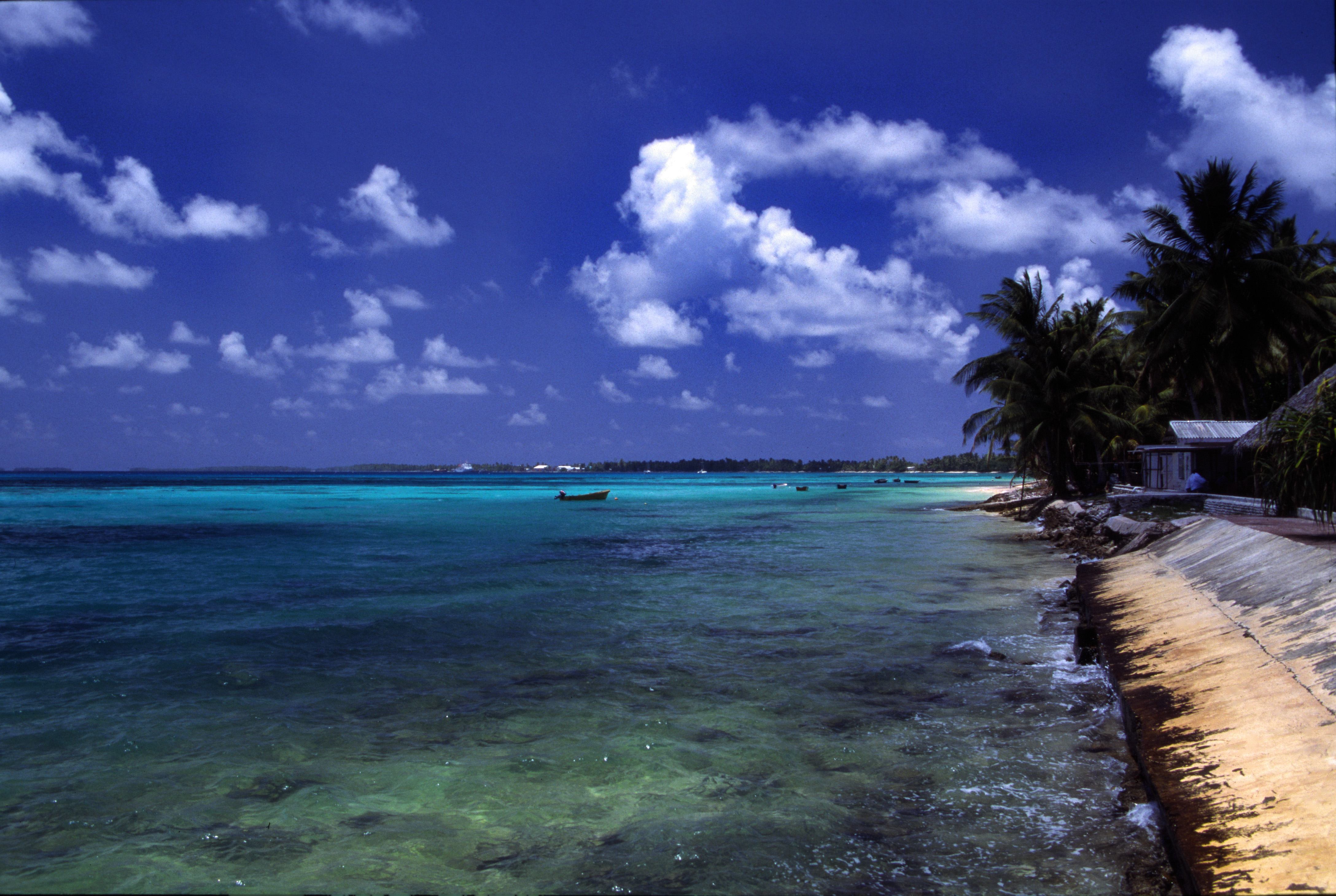
A vista costeira da cidade de Funafuti.

Tuvalu é um grupo de nove atóis coralinos que se estendem ao longo de 560 km, de noroeste a sudeste, situadas na Polinésia, numa área marítima de 1 060 000 km². Ligeiramente ao sul do equador, o arquipélago está situado a cerca de 4 mil km a nordeste da Austrália, a sul das Ilhas Gilbert, localizado aproximadamente a 8º S, 178º E.
Atóis formados por mais de uma ilha:
- Funafuti
- Nanumea
- Nui
- Nukufetau
- Nukulaelae
- Vaitupu

Atóis formados por uma única ilha:
- Nanumaga
- Niulakita
- Niutao

O clima de Tuvalu é tropical, com solos muito afetados pela erosão. O relevo é totalmente plano. As praias tuvaluanas são cobertas de areias finas e palmeiras.

## Demografia
A pequena população de Tuvalu é quase exclusivamente de origem polinésia, falantes da língua tuvaluana (que é uma das línguas oficiais e unicamente falada por esta população); o inglês também é a língua oficial de Tuvalu.

### Religião
Atualmente, 97% da população professam o Cristianismo, que é compartilhado pelas denominações do protestantismo e do catolicismo romano. Enquanto os outros 3% professam outras religiões.

## Política

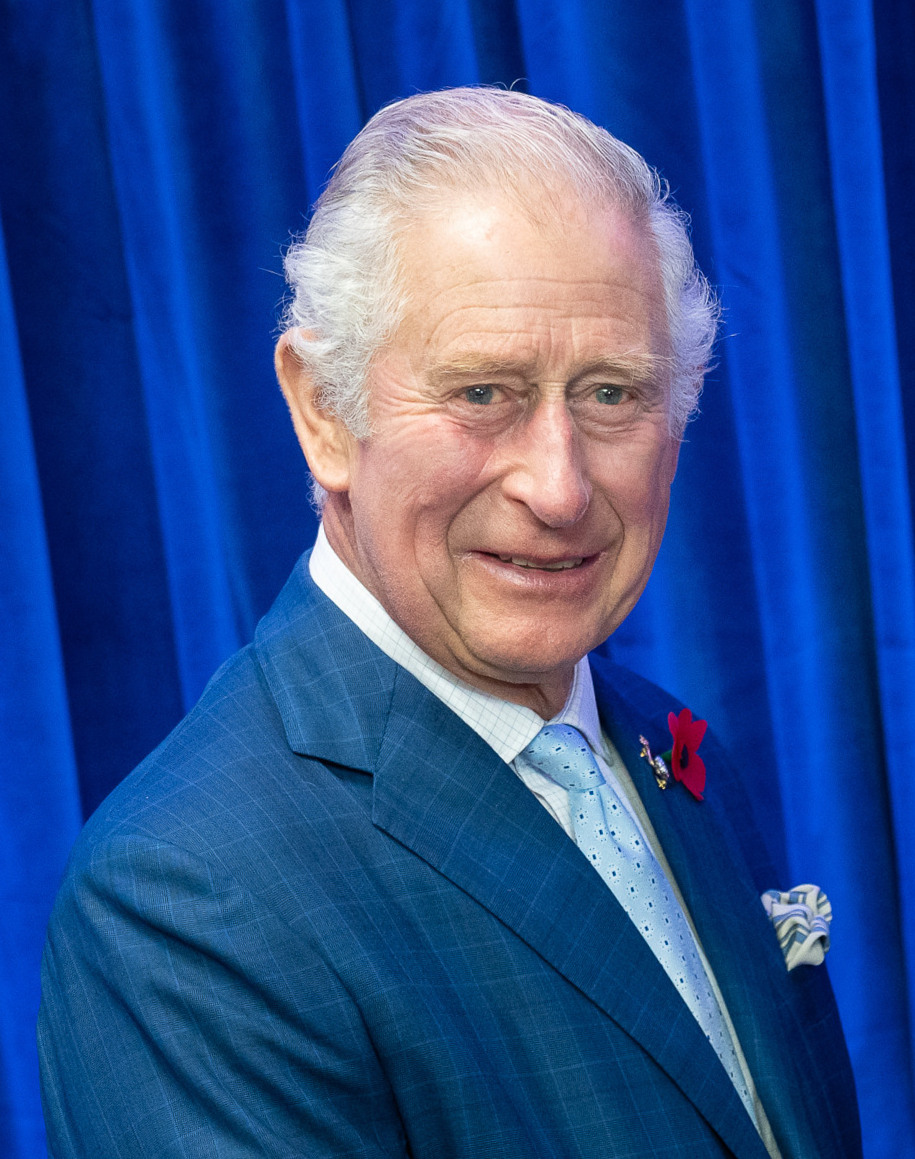

O Rei Carlos III do Reino Unido é o atual Monarca de Tuvalu.
Tuvalu é uma monarquia constitucional, com sendo o chefe de estado o monarca do Reino Unido, presentemente Carlos III. O monarca é representado por um Governador-Geral, que é nomeado por sugestão do primeiro-ministro.
O parlamento, denominado "Fale I Fono", tem 15 membros eleitos para mandatos de quatro anos. Os deputados elegem um primeiro-ministro. Embora não haja partidos políticos e as campanhas eleitorais sejam feitas com base em relações pessoais ou familiares, os tuvaluanos levam tudo a sério.

## Subdivisões
A pequena população tuvaluana está distribuída por 9 ilhas, (5 são atóis). A menor ilha, Niulakita, ficou inabitada até ser recolonizada por povos da ilha de Niutao, em 1949.

## Economia

Principais produtos de exportação de Tuvalu em 2019.

Os principais produtos exportados por Tuvalu são copra, pândano e têxteis. A pesca e o cultivo de palmeiras são atividades tradicionais.
Tuvalu é conhecido por suas atividades econômicas curiosas. Em 1998, Tuvalu começou a receber receitas resultantes da venda dos seus direitos ao código internacional de telefone "900" e, em 1999, a start-up DotTV pagou a Tuvalu US$ 50 milhões em 12 anos pelo direito de vender .tv para outras empresas, o que deve fazer o Produto Interno Bruto (PIB) do país crescer mais de 50% no período.
Tuvalu também recebe receitas com a venda de sua bandeira para barcos internacionais e com as emissões de selos para colecionadores.
O turismo é muito precário, pois existe apenas um hotel no país, localizado em Funafuti. Destacam-se também os serviços financeiros
Há alguns anos descobriu-se uma montanha marítima rica em corais rosas e outros diversos tipos de minerais, mas a exploração por enquanto ainda não começou. Há grandes perspectivas quanto ao começo dessa exploração, pois arrecadaria mais receitas para este minúsculo país da Oceania. O dólar de Tuvalu tem paridade com o dólar australiano.

### Comunicações
Não há estações de TV em Tuvalu. As principais notícias chegam através de um jornal quinzenal, ou através de estações de rádio do governo. Tuvalu também tem receitas na emissão de moedas em metais como ouro e prata, para colecionadores, cunhadas na Austrália sob autorização do governo de Tuvalu.

### Transportes
Quase não existem veículos no país, onde os principais meios de transporte são as motos e as bicicletas por via terrestre, e os barcos por via marítima.
Existe somente um aeroporto na capital do país para pequenos aviões que é o Funafuti International Airport.

## Cultura

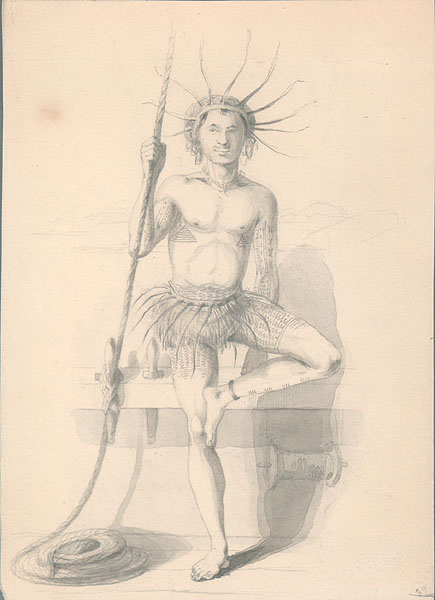
Roupas casuais dos antigos nativos polinésios habitantes de Tuvalu

Não há museus no país, mas as próprias ilhas são o melhor museu, pois arte e cultura ancestral e a sua impressionante beleza e natureza podem ser apreciadas.
A arquitetura tradicional utiliza telhado de palha e elementos naturais. No artesanato local sobressaem os cestos e os enfeites para o cabelo feitos a base de flores, assim como bijuteria manufaturada. Tuvalu também possuí três parques, que tem a ideia e preservar zonas florestadas no pequeno país. Os plásticos e as latas de Tuvalu são colocados num sítio determinado, para serem retirados e não sujarem as ilhas. Também estão a procurar obter assistência do Fundo Mundial para o Ambiente (FMA) para os ajudarem a tentar resolver o problema da erosão em Tuvalu.
Foi divulgado que Tuvalu é o país que menos polui, apesar de ser o primeiro que vai sofrer com os danos causados pelo aquecimento global, causado principalmente pela emissão de gases como o dióxido de carbono - emitido principalmente na queima de combustíveis fósseis e florestas -, o metano - emitido principalmente pela decomposição de dejetos orgânicos que aumenta com a superpopulação e a pecuária, a rizicultura, o apodrecimento de florestas causados por inundações - e o óxido nitroso - emitido principalmente pelo uso de certos fertilizantes químicos e pesticidas na agricultura.

### Esporte
Um tradicional esporte jogado em Tuvalu é o kilikiti, semelhante ao críquete. É jogado com 2 bolas de 12 centímetros de diâmetro.
Esportes mais comuns, como futebol, ciclismo e rugby também são praticados no país, como atividades recreativas. Tuvalu tem uma equipe nacional de futebol e compete oficialmente, apesar de não ser um membro da FIFA. No entanto, não existem registros de uma equipe de rugby, que continua subdesenvolvido no país.
Tuvalu entrou nos Jogos Olímpicos de Verão pela primeira vez em 2008, na China. O arquipélago enviou três atletas em dois eventos.